# Tulosesus congregatus
Tulosesus congregatus es una especie de hongo en la familia Psathyrellaceae. 

## Taxonomía
Fue descrita por primera vez en 1782 como Agaricus congregatus por el micólogo francés Jean Baptiste François Pierre Bulliard, y posteriormente Petter Karsten la transfiria en 1879 al género Coprinellus. Esta especie es propia de América del Norte y Europa.
En 2020 Dieter Wächter y Andreas Melzer de acuerdo a análisis de los caracteres filogenéticos y morfológicos transfirieron la especie al género Tulosesus.